# Aurora Pro Patria 1919 2014-2015
Questa voce raccoglie le informazioni riguardanti l'Aurora Pro Patria 1919 nelle competizioni ufficiali della stagione 2014-2015.

## Stagione
Nella stagione 2014-2015 la Pro Patria disputa il ventinovesimo campionato di terzo livello della sua storia, nel girone A di Lega Pro.
La squadra dei tigrotti è stata presentata ufficialmente l'11 settembre 2014
Nella Coppa Italia di categoria, si classifica terza nel girone A, dopo avere perso col Giana Erminio (3-1) e pareggiato in casa contro il Lumezzane (2-2). Dopo 11 giornate, il 4 novembre 2014, l'allenatore Luís Oliveira con il quale è iniziata la stagione viene esonerato e sostituito dal suo vice Aldo Monza. Un mese dopo, il 9 dicembre 2014, il tecnico rhodense viene esonerato e al suo posto viene assunto Marco Tosi.
Qualche giorno prima, il 1º dicembre 2014, il Tribunale Federale Nazionale aveva inflitto un punto di penalizzazione alla squadra. Il presidente Pietro Vavassori cede la proprietà a Carlo Filippi il 30 gennaio 2015.A seguito dell'avvicendamento societario, l'allenatore Marcello Montanari subentra a Marco Tosi dal 31 gennaio 2015.
Il 2 aprile 2015 la proprietà ritorna a Pietro Vavassori. Al termine del campionato la squadra si classifica al diciassettesimo posto con 38 punti, ed accede così al Play-out: nel doppio confronto perde entrambe le gare con il Lumezzane e retrocede sul campo in Serie D. Nel mese di luglio la Pro Patria è stata ripescata in Lega Pro per la prossima stagione, a seguito della mancata iscrizione al campionato successivo di alcune società.

## Rosa
Rosa tratta dal sito ufficiale, aggiornata all'11 febbraio 2015.
| N. |                        | Ruolo | Calciatore           |
| -- | ---------------------- | ----- | -------------------- |
|    | Italia (bandiera)      | P     | Salvatore De Tommaso |
|    | Italia (bandiera)      | P     | Vincenzo Melillo     |
|    | Italia (bandiera)      | P     | Simone Perilli       |
|    | Inghilterra (bandiera) | D     | Myles Anderson       |
|    | Italia (bandiera)      | D     | Andrea Botturi       |
|    | Italia (bandiera)      | D     | Adolfo Gerolino      |
|    | Italia (bandiera)      | D     | Davide Guglielmotti  |
|    | Italia (bandiera)      | D     | Fabio Lamorte        |
|    | Italia (bandiera)      | D     | Erik Panizzi         |
|    | Italia (bandiera)      | D     | Andrea Pisani        |
|    | Italia (bandiera)      | D     | Marco Taino          |
|    | Italia (bandiera)      | D     | Giovanni Zaro        |
|    | Italia (bandiera)      | C     | Matteo Arati         |
|    | Italia (bandiera)      | C     | Lorenzo Bianciardi   |
|    | Italia (bandiera)      | C     | Nicolas Bovi         |
|    | Italia (bandiera)      | C     | Giampaolo Calzi      |
|    | Italia (bandiera)      | C     | Roberto Candido      |

| N. |                          | Ruolo | Calciatore           |
| -- | ------------------------ | ----- | -------------------- |
|    | Italia (bandiera)        | C     | Alessandro Cannataro |
|    | Italia (bandiera)        | C     | Alessio Cannoni      |
|    | Italia (bandiera)        | C     | Matteo Casantini     |
|    | Nuova Zelanda (bandiera) | C     | Liam Graham          |
|    | Italia (bandiera)        | C     | Mattia Lacchini      |
|    | Italia (bandiera)        | C     | Cosimo Palumbo       |
|    | Italia (bandiera)        | C     | Manuel Romeo         |
|    | Bulgaria (bandiera)      | C     | Bedri Ryustemov      |
|    | Italia (bandiera)        | C     | Andrea Ulizio        |
|    | Francia (bandiera)       | A     | Alain Baclet         |
|    | Italia (bandiera)        | A     | Matteo Brunori       |
|    | Italia (bandiera)        | A     | Francesco Casolla    |
|    | Italia (bandiera)        | A     | Andrea D'Errico      |
|    | Italia (bandiera)        | A     | Francesco Giorno     |
|    | Italia (bandiera)        | A     | Filippo Moscati      |
|    | Italia (bandiera)        | A     | Matteo Serafini      |
|    | Italia (bandiera)        | A     | Giovanni Terrani     |

## Calciomercato

### Sessione estiva(dal 01/07 al 01/09)
| Acquisti         | Acquisti             | Acquisti | Acquisti             |
| R.               | Nome                 | da       | Modalità             |
| ---------------- | -------------------- | -------- | -------------------- |
| P                | Simone Perilli       | Sassuolo | prestito             |
| P                | Alessandro Zanier    | Rimini   | definitivo           |
| D                | Myles Anderson       | Monza    | prestito             |
| D                | Lorenzo Bianciardi   | Reggiana | prestito             |
| D                | Alessandro Cannataro | Inter    | prestito             |
| D                | Erik Panizzi         | Reggiana | definitivo           |
| D                | Giovanni Zaro        | Inter    | prestito             |
| C                | Matteo Arati         | Reggiana | definitivo           |
| C                | Nicolas Bovi         | Reggiana | prestito             |
| C                | Roberto Candido      | Monza    | prestito             |
| C                | Alessio Cannoni      | Novara   | prestito             |
| C                | Matteo Casantini     | Bellaria | definitivo           |
| C                | Manuel Romeo         | Lecco    | definitivo           |
| C                | Andrea Ulizio        | Bellaria | definitivo           |
| A                | Alain Baclet         | Novara   | prestito             |
| A                | Andrea D'Errico      | Barletta | definitivo           |
| A                | Giovanni Terrani     | Monza    | prestito             |
| Altre operazioni |                      |          |                      |
| R.               | Nome                 | da       | Modalità             |
| D                | Andrea Botturi       | Bra      | fine prestito        |
| D                | Davide Guglielmotti  | Inter    | risolta comproprietà |
| P                | Andrea Sala          | Ternana  | fine prestito        |

| Cessioni | Cessioni                | Cessioni     | Cessioni      |
| R.       | Nome                    | a            | Modalità      |
| -------- | ----------------------- | ------------ | ------------- |
| P        | Ivano Feola             | Reggiana     | definitivo    |
| P        | Giuseppe Messina        | Reggiana     | definitivo    |
| P        | Andrea Sala             | Reggiana     | definitivo    |
| D        | Christian Andreoni      | Reggiana     | definitivo    |
| D        | Riccardo De Biasi       | Reggiana     | definitivo    |
| D        | Daniele Mignanelli      | Reggiana     | definitivo    |
| D        | Dario Alberto Polverini | Real Vicenza | definitivo    |
| D        | Alessandro Spanò        | Reggiana     | definitivo    |
| C        | Gianpaolo Calzi         | Vicenza      | definitivo    |
| C        | Daniele Casiraghi       | Lecce        | fine prestito |
| C        | Gianmarco Gabbianelli   | Inter        | fine prestito |
| C        | Marco Ghidoli           | Derthona     | svincolato    |
| C        | Luca Giannone           | Reggiana     | definitivo    |
| C        | Nicholas Siega          | Reggiana     | definitivo    |
| C        | Nicolò Tonon            | Atalanta     | fine prestito |
| A        | Stefano Chiodini        | -            | svincolato    |
| A        | Diego Mella             | Inter        | fine prestito |
| A        | Simone Vernocchi        | Reggiana     | definitivo    |

### Fuori sessione
| Acquisti | Acquisti         | Acquisti   | Acquisti   |
| R.       | Nome             | da         | Modalità   |
| -------- | ---------------- | ---------- | ---------- |
| P        | Vincenzo Melillo | Giulianova | definitivo |
| D        | Adolfo Gerolino  | Forlì      | definitivo |
| D        | Liam Graham      | Vicenza    | definitivo |
| D        | Fabio Lamorte    | Viareggio  | definitivo |
| C        | Bedri Ryustemov  | Novara     | definitivo |

| Cessioni | Cessioni        | Cessioni | Cessioni    |
| R.       | Nome            | a        | Modalità    |
| -------- | --------------- | -------- | ----------- |
| D        | Adolfo Gerolino | -        | rescissione |
| C        | Mattia Lacchini | Seregno  | rescissione |

### Sessione invernale(dal 05/01 al 02/02)
| Acquisti | Acquisti          | Acquisti   | Acquisti   |
| R.       | Nome              | da         | Modalità   |
| -------- | ----------------- | ---------- | ---------- |
| C        | Giampaolo Calzi   | Savoia     | definitivo |
| C        | Francesco Casolla | San Marino | definitivo |
| C        | Cosimo Palumbo    | Reggiana   | definitivo |
| A        | Matteo Brunori    | Reggiana   | definitivo |
| D        | Andrea Pisani     | Arezzo     | definitivo |

| Cessioni | Cessioni           | Cessioni  | Cessioni                       |
| R.       | Nome               | a         | Modalità                       |
| -------- | ------------------ | --------- | ------------------------------ |
| D        | Myles Anderson     | Monza     | fine prestito                  |
| D        | Lorenzo Bianciardi | Reggiana  | fine prestito                  |
| D        | Erik Panizzi       | Reggiana  | definitivo (resta in prestito) |
| C        | Andrea Ulizio      | Lumezzane | fine prestito                  |

## Risultati

### Lega Pro

#### Girone di andata
| Arbitro: | Amabile (Vicenza) |

|  |           |              |
|  | Marcatori | 30’ Maiorino |

| Arbitro: | Mastrodonato (Molfetta) |

|                                                                    |           |                                      |
| A. Ferretti 10’ Soncin 13’ Cesarini 15’ A. Cristini 77’ Sereni 85’ | Marcatori | 46’, 69’ (rig.) Serafini 64’ Candido |

| Arbitro: | Pillitteri (Palermo) |

|                     |           |  |
| Serafini 41’ (rig.) | Marcatori |  |

| Arbitro: | Mancini (Fermo) |

|                                    |           |  |
| M. Cristini 87’ Bruno 90+4’ (rig.) | Marcatori |  |

| Arbitro: | Boggi (Salerno) |

|                |           |                               |
| Baclet 3’, 45’ | Marcatori | 16’ Corazza 28’ (rig.) Evacuo |

| Arbitro: | Pietropaolo (Modena) |

|                      |           |  |
| Fischnaller 44’, 68’ | Marcatori |  |

| Arbitro: | Valiante (Nocera Inferiore) |

|                      |           |                         |
| D'Errico 2’ Bovi 31’ | Marcatori | 27’ Zanetti 75’ Sartore |

| Arbitro: | Guarino (Caltanissetta) |

|                                                   |           |                                |
| Rolando 40’ Fietta 49’ E. Defendi 57’ Le Noci 60’ | Marcatori | 20’, 27’ D'Errico 37’ Serafini |

| Busto Arsizio 19 ottobre 2014, ore 12:30 CEST 9ª giornata | Pro Patria     | 0 – 0 referto | Giana Erminio | Stadio Carlo Speroni (893 spett.)\| Arbitro: \| Bertani (Pisa) \| |
| Arbitro:                                                  | Bertani (Pisa) |               |               |                                                                   |

| Arbitro: | Cifelli (Campobasso) |

|                                 |           |                               |
| A. Benedetti 26’ F. Ferrari 77’ | Marcatori | 15’ Candido 38’ (aut.) Biondi |

| Arbitro: | Piscopo (Imperia) |

|                        |           |                              |
| Baclet 41’ Candido 56’ | Marcatori | 56’ Iocolano 84’ Pietribiasi |

| Arbitro: | Di Martino (Teramo) |

|                     |           |                                    |
| Maccan 7’ Zubin 35’ | Marcatori | 18’, 30’ Guglielmotti 75’ D'Errico |

| Arbitro: | Schirru (Nichelino) |

|                 |           |                       |
| M. Serafini 74’ | Marcatori | 35’ Dettori 62’ Erpen |

| Arbitro: | Paolini (Ascoli Piceno) |

|             |           |                                       |
| Candido 10’ | Marcatori | 56’ (rig.), 67’ M. Marconi 86’ Terigi |

| Salò 30 novembre 2014, ore 16:00 CET 15ª giornata | Feralpisalò      | 0 – 0 referto | Pro Patria | Stadio Lino Turina (500 spett.)\| Arbitro: \| Panarese (Lecce) \| |
| Arbitro:                                          | Panarese (Lecce) |               |            |                                                                   |

| Arbitro: | Capone (Palermo) |

|                     |           |              |
| Serafini 24’ (rig.) | Marcatori | 65’ Muchetti |

| Arbitro: | Zanonato (Vicenza) |

|                                        |           |                       |
| A. Brighenti 63’ Di Francesco 65’, 80’ | Marcatori | 26’ (aut.) Gambaretti |

| Arbitro: | Capilungo (Lecce) |

|  |           |                                    |
|  | Marcatori | 66’ (rig.) Bellazzini 82’ Magnaghi |

| Arbitro: | Balice (Termoli) |

|                        |           |                          |
| Pessina 15’ Grandi 26’ | Marcatori | 12’ Anderson 81’ Candido |

#### Girone di ritorno
| Arbitro: | Spinelli (Terni) |

|                                                          |           |  |
| Maiorino 54’, 72’ Marinaro 61’ Guglielmotti 90+1’ (aut.) | Marcatori |  |

| Arbitro: | Mainardi (Bergamo) |

|                        |           |                                 |
| Baclet 25’ Candido 37’ | Marcatori | 23’, 48’ A. Ferretti 54’ Soncin |

| Arbitro: | Baroni (Firenze) |

|                    |           |  |
| Momentè 23’ (rig.) | Marcatori |  |

| Arbitro: | Piccinini (Forlì) |

|         |           |            |
| Bovi 4’ | Marcatori | 26’ Aladje |

| Arbitro: | Baldicchi (Città di Castello) |

|                        |           |  |
| Freddi 63’ Corazza 78’ | Marcatori |  |

| Arbitro: | Morreale (Roma) |

|            |           |  |
| Pisani 34’ | Marcatori |  |

| Arbitro: | Catona (Reggio Calabria) |

|                            |           |  |
| Said 62’ (rig.) Beleck 77’ | Marcatori |  |

| Arbitro: | Di Martino (Teramo) |

|  |           |                    |
|  | Marcatori | 75’ (rig.) Le Noci |

| Arbitro: | Rossi (Rovigo) |

|                   |           |                          |
| Crotti 59’ (rig.) | Marcatori | 21’ (rig.), 75’ Serafini |

| Arbitro: | Serra (Torino) |

|             |           |  |
| Terrani 27’ | Marcatori |  |

| Arbitro: | Andreini (Forlì) |

|                                         |           |                 |
| Semenzato 35’ Iocolano 43’ Cattaneo 74’ | Marcatori | 7’, 51’ Candido |

| Busto Arsizio 4 marzo 2015, ore 19:00 CET 31ª giornata | Pro Patria                | 0 – 0 referto | Pordenone | Stadio Carlo Speroni (823 spett.)\| Arbitro: \| Melidoni (Frattamaggiore) \| |
| Arbitro:                                               | Melidoni (Frattamaggiore) |               |           |                                                                              |

| Arbitro: | Prontera (Bologna) |

|                            |           |                        |
| Panariello 16’ Yaisien 18’ | Marcatori | 4’ Terrani 47’ Lamorte |

| Arbitro: | Proietti (Terni) |

|                               |           |  |
| Spighi 20’ Mora 68’ Iunco 90’ | Marcatori |  |

| Arbitro: | Candeo (Este) |

|                 |           |  |
| M. Serafini 38’ | Marcatori |  |

| Arbitro: | Sassoli (Arezzo) |

|              |           |                        |
| Malgrati 40’ | Marcatori | 89’ (rig.) M. Serafini |

| Arbitro: | Giua (Pisa) |

|                                                   |           |           |
| M. Serafini 11’ (rig.) Terrani 53’ C. Palumbo 88’ | Marcatori | 60’ Jadid |

| Arbitro: | Giovani (Grosseto) |

|            |           |                                    |
| Legati 74’ | Marcatori | 21’ (rig.) M. Serafini 36’ Candido |

| Arbitro: | Marinelli (Tivoli) |

|                                                  |           |                        |
| M. Serafini 23’ (rig.) Baclet 52’ C. Palumbo 76’ | Marcatori | 42’ Valencic 78’ Conti |

#### Play-out
| Arbitro: | Marini (Roma) |

|          |           |  |
| Cruz 18’ | Marcatori |  |

| Arbitro: | Baroni (Firenze) |

|  |           |                       |
|  | Marcatori | 69’ Cruz 90+2’ Ekuban |

### Coppa Italia Lega Pro
| Arbitro: | Massimi (Termoli) |

|                                       |           |             |
| Marotta 17’ Bonalumi 32’ F. Perna 70’ | Marcatori | 75’ Terrani |

| Arbitro: | Zanonato (Vicenza) |

|                              |           |                             |
| Terrani 30’ Guglielmotti 49’ | Marcatori | 28’ Baldassin 75’ Franchini |

## Statistiche
Statistiche aggiornate al 30 maggio 2015.

### Statistiche di squadra
| Competizione          | Punti | In casa | In casa | In casa | In casa | In casa | In casa | In trasferta | In trasferta | In trasferta | In trasferta | In trasferta | In trasferta | Totale | Totale | Totale | Totale | Totale | Totale | DR  |
| Competizione          | Punti | G       | V       | N       | P       | Gf      | Gs      | G            | V            | N            | P            | Gf           | Gs           | G      | V      | N      | P      | Gf     | Gs     | DR  |
| --------------------- | ----- | ------- | ------- | ------- | ------- | ------- | ------- | ------------ | ------------ | ------------ | ------------ | ------------ | ------------ | ------ | ------ | ------ | ------ | ------ | ------ | --- |
| Lega Pro (girone A)   | 38    | 19      | 6       | 7       | 6       | 22      | 23      | 19           | 3            | 5            | 11           | 23           | 42           | 38     | 9      | 12     | 17     | 45     | 65     | -20 |
| Play-out              | -     | 1       | 0       | 0       | 1       | 0       | 2       | 1            | 0            | 0            | 1            | 0            | 1            | 2      | 0      | 0      | 2      | 0      | 3      | -3  |
| Coppa Italia Lega Pro | -     | 1       | 0       | 1       | 0       | 2       | 2       | 1            | 0            | 0            | 1            | 1            | 3            | 2      | 0      | 1      | 1      | 3      | 5      | -2  |
| Totale                | -     | 21      | 6       | 8       | 7       | 24      | 27      | 21           | 3            | 5            | 13           | 24           | 46           | 42     | 9      | 13     | 20     | 48     | 73     | -25 |

### Andamento in campionato
| Giornata  | 1  | 2  | 3  | 4  | 5  | 6  | 7  | 8  | 9  | 10 | 11 | 12 | 13 | 14 | 15 | 16 | 17 | 18 | 19 | 20 | 21 | 22 | 23 | 24 | 25 | 26 | 27 | 28 | 29 | 30 | 31 | 32 | 33 | 34 | 35 | 36 | 37 | 38 |
| --------- | -- | -- | -- | -- | -- | -- | -- | -- | -- | -- | -- | -- | -- | -- | -- | -- | -- | -- | -- | -- | -- | -- | -- | -- | -- | -- | -- | -- | -- | -- | -- | -- | -- | -- | -- | -- | -- | -- |
| Luogo     | C  | T  | C  | T  | C  | T  | C  | T  | C  | T  | C  | T  | C  | C  | T  | C  | T  | C  | T  | T  | C  | T  | C  | T  | C  | T  | C  | T  | C  | T  | C  | T  | T  | C  | T  | C  | T  | C  |
| Risultato | P  | P  | V  | P  | N  | P  | N  | P  | N  | N  | N  | V  | P  | P  | N  | N  | P  | P  | N  | P  | P  | P  | N  | P  | V  | P  | P  | V  | V  | P  | N  | N  | P  | V  | N  | V  | V  | V  |
| Posizione | 19 | 19 | 17 | 17 | 17 | 18 | 19 | 19 | 18 | 18 | 18 | 16 | 17 | 18 | 18 | 18 | 18 | 18 | 18 | 18 | 18 | 19 | 19 | 19 | 19 | 19 | 20 | 19 | 19 | 19 | 19 | 19 | 20 | 20 | 20 | 18 | 17 | 17 |

Fonte:  GIRONE A STATISTICA, su lega-pro.com.
Legenda:

Luogo: C = Casa; T = Trasferta. Risultato: V = Vittoria; N = Pareggio; P = Sconfitta.

### Statistiche dei giocatori
In campionato: 43 gol realizzati da 11 giocatori distinti e due autoreti a favore. In corsivo i giocatori ceduti a stagione in corso.
| Giocatore       | Lega Pro | Lega Pro | Lega Pro    | Lega Pro   | Play-out | Play-out | Play-out    | Play-out   | Coppa Italia Lega Pro | Coppa Italia Lega Pro | Coppa Italia Lega Pro | Coppa Italia Lega Pro | Totale   | Totale | Totale      | Totale     |
| Giocatore       | Presenze | Reti     | Ammonizioni | Espulsioni | Presenze | Reti     | Ammonizioni | Espulsioni | Presenze              | Reti                  | Ammonizioni           | Espulsioni            | Presenze | Reti   | Ammonizioni | Espulsioni |
| --------------- | -------- | -------- | ----------- | ---------- | -------- | -------- | ----------- | ---------- | --------------------- | --------------------- | --------------------- | --------------------- | -------- | ------ | ----------- | ---------- |
| S. De Tommaso   | 0        | 0        | 0           | 0          | 0        | 0        | 0           | 0          | 1                     | 0                     | 0                     | 0                     | 1        | 0      | 0           | 0          |
| V. Melillo      | 28       | -45      | 0           | 0          | -        | -        | -           | -          | -                     | -                     | -                     | -                     | 28       | -45    | 0           | 0          |
| S. Perilli      | 10       | -20      | 0           | 0          | 2        | -3       | 0           | 0          | 1                     | -2                    | 0                     | 0                     | 13       | -25    | 0           | 0          |
| A. Zanier       | 0        | 0        | 0           | 0          | -        | -        | -           | -          | 1                     | -3                    | 0                     | 0                     | 1        | -3     | 0           | 0          |
| M. Anderson     | 16       | 1        | 4           | 0          | -        | -        | -           | -          | 2                     | 0                     | 0                     | 0                     | 18       | 1      | 4           | 0          |
| A. Botturi      | 20       | 0        | 4           | 1          | 1        | 0        | 0           | 0          | 0                     | 0                     | 0                     | 0                     | 21       | 0      | 4           | 1          |
| A. Gerolino     | 11       | 0        | 1           | 0          | -        | -        | -           | -          | -                     | -                     | -                     | -                     | 11       | 0      | 1           | 0          |
| D. Guglielmotti | 32       | 2        | 7           | 4          | 2        | 0        | 1           | 1          | 2                     | 1                     | 0                     | 0                     | 36       | 3      | 8           | 5          |
| F. Lamorte      | 20       | 1        | 1           | 0          | 2        | 0        | 1           | 0          | -                     | -                     | -                     | -                     | 22       | 1      | 2           | 0          |
| E. Panizzi      | 10       | 0        | 1           | 0          | 0        | 0        | 0           | 0          | 2                     | 0                     | 0                     | 0                     | 12       | 0      | 1           | 0          |
| A. Pisani       | 14       | 1        | 2           | 0          | 2        | 0        | 0           | 0          | -                     | -                     | -                     | -                     | 16       | 1      | 2           | 0          |
| M. Taino        | 35       | 0        | 11          | 0          | 2        | 0        | 2           | 0          | 2                     | 0                     | 0                     | 0                     | 39       | 0      | 13          | 0          |
| G. Zaro         | 16       | 0        | 2           | 0          | -        | -        | -           | -          | 1                     | 0                     | 0                     | 0                     | 17       | 0      | 2           | 0          |
| M. Arati        | 24       | 0        | 4           | 0          | 2        | 0        | 1           | 0          | -                     | -                     | -                     | -                     | 26       | 0      | 5           | 0          |
| L. Bianciardi   | 4        | 0        | 0           | 0          | -        | -        | -           | -          | 1                     | 0                     | 0                     | 0                     | 5        | 0      | 0           | 0          |
| N. Bovi         | 25       | 2        | 7           | 0          | -        | -        | -           | -          | 0                     | 0                     | 0                     | 0                     | 25       | 2      | 7           | 0          |
| G. Calzi        | 10       | 0        | 4           | 1          | 1        | 0        | 1           | 0          | -                     | -                     | -                     | -                     | 11       | 0      | 5           | 1          |
| R. Candido      | 33       | 9        | 2           | 0          | 2        | 0        | 0           | 0          | 1                     | 0                     | 0                     | 0                     | 36       | 9      | 2           | 0          |
| A. Cannataro    | 16       | 0        | 5           | 0          | -        | -        | -           | -          | 1                     | 0                     | 0                     | 0                     | 17       | 0      | 5           | 0          |
| A. Cannoni      | 12       | 0        | 4           | 0          | -        | -        | -           | -          | -                     | -                     | -                     | -                     | 12       | 0      | 4           | 0          |
| M. Casantini    | 4        | 0        | 0           | 0          | -        | -        | -           | -          | 2                     | 0                     | 0                     | 0                     | 6        | 0      | 0           | 0          |
| L. Graham       | 5        | 0        | 1           | 0          | -        | -        | -           | -          | -                     | -                     | -                     | -                     | 5        | 0      | 1           | 0          |
| M. Lacchini     | -        | -        | -           | -          | -        | -        | -           | -          | 2                     | 0                     | 0                     | 0                     | 2        | 0      | 0           | 0          |
| C. Palumbo      | 8        | 2        | 0           | 0          | 2        | 0        | 1           | 0          | -                     | -                     | -                     | -                     | 10       | 2      | 1           | 0          |
| M. Romeo        | 8        | 0        | 1           | 0          | 0        | 0        | 0           | 0          | 0                     | 0                     | 0                     | 0                     | 8        | 0      | 1           | 0          |
| B. Ryustemov    | 0        | 0        | 0           | 0          | -        | -        | -           | -          | -                     | -                     | -                     | -                     | 0        | 0      | 0           | 0          |
| A. Ulizio       | 11       | 0        | 0           | 2          | -        | -        | -           | -          | 1                     | 0                     | 0                     | 0                     | 12       | 0      | 0           | 2          |
| A. Baclet       | 24       | 5        | 4           | 1          | 2        | 0        | 0           | 0          | -                     | -                     | -                     | -                     | 26       | 5      | 4           | 1          |
| M. Brunori      | 5        | 0        | 0           | 0          | 0        | 0        | 0           | 0          | -                     | -                     | -                     | -                     | 5        | 0      | 0           | 0          |
| F. Casolla      | 2        | 0        | 0           | 0          | -        | -        | -           | -          | -                     | -                     | -                     | -                     | 2        | 0      | 0           | 0          |
| A. D'Errico     | 25       | 4        | 7           | 1          | 0        | 0        | 0           | 1          | -                     | -                     | -                     | -                     | 25       | 4      | 7           | 2          |
| F. Giorno       | 26       | 0        | 5           | 2          | 2        | 0        | 0           | 0          | 2                     | 0                     | 0                     | 0                     | 30       | 0      | 5           | 2          |
| F. Moscati      | 6        | 0        | 0           | 0          | -        | -        | -           | -          | 2                     | 0                     | 0                     | 0                     | 8        | 0      | 0           | 0          |
| M. Serafini     | 36       | 13       | 4           | 1          | 2        | 0        | 1           | 0          | 2                     | 0                     | 0                     | 0                     | 40       | 13     | 5           | 1          |
| G. Terrani      | 27       | 3        | 3           | 0          | 2        | 0        | 0           | 0          | 2                     | 2                     | 0                     | 0                     | 31       | 5      | 3           | 0          |